# Erzeugergemeinschaft Hümmling
Die Erzeugergemeinschaft für Qualitätsvieh Hümmling e.G. ist eine eingetragene Genossenschaft nach dem Marktstrukturgesetz mit Sitz in Lorup, die dem Genossenschaftsverband Weser-Ems angehört.

## Geschichte
Die Genossenschaft ist 1999 durch den Zusammenschluss der Raiffeisen Erzeuger- und Viehverwertungsgenossenschaft Lorup und Umgebung e.G. und der Erzeugergemeinschaft für Schlachtvieh Hümmling e.G. entstanden. Vorläufer waren die 1926 in Lorup gegründete Verladegemeinschaft für gemeinsame Tiertransporte, die 1934 in eine Genossenschaft umgewandelt wurde, sowie der 1964 in Sögel gegründete Beratungsring, der in der Erzeugergemeinschaft Hümmling aufging.
2014 wurde die Belegschaftsgenossenschaft für regenerative Energien e.G. für die Errichtung und den Betrieb einer Photovoltaikanlage auf dem neuen Betriebsgebäude gegründet, an der sich ausschließlich Mitarbeiter der Erzeugergemeinschaft beteiligen können.
2019 erfolgte die Aufnahme der Erzeugergemeinschaft für Schlachtvieh in Dörpen durch Verschmelzung.
2021 hatte die Genossenschaft 749 Mitglieder.

## Geschäftstätigkeit
Die Erzeugergemeinschaft vermarktet Schlachtschweine und -sauen, Schlachtgroßvieh, Ferkel, Kälber und Nutzvieh. 2021 wurden insgesamt 1,95 (Vj. 1,97) Millionen Tiere aufgekauft und zu Schlachtbetrieben transportiert; der damit erzielte Umsatz betrug 258 Millionen Euro. 
Die Genossenschaft ist Mitglied der Vereinigung der Erzeugergemeinschaften für Vieh und Fleisch e.V. und wertet deren Preisempfehlungen für die Nutzung durch die eigenen Mitglieder aus.
Die Genossenschaft betätigt sich als Bündler im Qualitätssystem für Lebensmittel und unterstützt die angeschlossenen Betriebe bei der Zertifizierung. Ebenso fördert sie die Betriebe bei der Initiative Tierwohl, um damit nicht zuletzt die Verkaufspreise anzuheben.
Im Oktober 2020 drohte dem zur Tönnies Holding gehörenden Schlachthof der Firma Weidemark Fleischwaren in Sögel die komplette Schließung für drei Wochen wegen des Corona-Ausbruchs bei 81 Mitarbeitern, die Aufsichtsbehörde genehmigte dann aber einen zunächst auf zehntausend, dann auf 5000 Schlachtungen reduzierten Weiterbetrieb mit der Auflage zur Quarantäne, wodurch auch die Erzeugergemeinschaft ihre Anlieferungen stark einschränken musste.